# Pendro
Pendro (kurdul Pêndro, پێندرۆ) kurd falu az iraki Kurdisztánban, Erbil tartományban található, közel a Törökország határához, Barzantól északra 15–18 km-re fekszik, lakossága több mint 2540 fő.